# Zeche Saufberg
Die Zeche Saufberg war ein Steinkohlebergwerk im Wittener  Ortsteil Buchholz-Kämpen.

## Geschichte
Die Verleihung des Grubenfeldes erfolgte 1727, die Vermessung fand 1739 statt. 1754/55 ist das Bergwerk dann zeitweise in Betrieb genommen worden, wurde jedoch wegen Absatzmangels vorerst wieder stillgelegt. 1768 wurde noch einmal neu vermessen.
1867 wurden 3.000 Tonnen gefördert; 1872 5.600 Tonnen (22 Beschäftigte). 1876 schließlich kam das Bergwerk außer Betrieb und soff ab. 1878 wurde die Zeche verpachtet und wieder in Betrieb genommen. Die höchste Förderung ist mit 11.000 Tonnen Kohle 1881 erreicht worden (25 Beschäftigte). 1888 existierten keine Kohlevorräte mehr. 1891 wurde nach dem Abbau von Restpfeilern der Betrieb eingestellt und 1899 nach kurzer erneuter Förderungsaufnahme die Zeche endgültig geschlossen.